# 凭祥州
凭祥州，中国明朝时设置的州，在今广西壮族自治区境。
洪武十八年（1385年），凭祥峒改设凭祥镇，属太平府。明成祖永乐二年（1404年）五月，凭祥镇升为凭祥县（土司县），隶属思明府。明宪宗成化十八年（1482年），因凭祥县境内镇夷关（友谊关）地处中越边境，战略位置重要，凭祥县升为凭祥州，直隶广西承宣布政使司。
清朝顺治十一年（1654年），凭祥州改属太平府。清德宗光绪二十八年（1902年），凭祥州归明江厅兼理。宣统二年（1910年）凭祥州改土归流设置凭祥厅。民国二年（1913年）凭祥厅改为凭祥县。